# Waukawysk
Waukawysk (belarussisch Ваўкавыск; litauisch Valkaviskas, russisch Волковыск Wolkowysk, polnisch Wołkowysk) ist eine Stadt in der Republik Belarus in der Hrodsenskaja Woblasz. Die Stadt hatte am 1. Januar 2019 43.815 Einwohner und ist Verwaltungszentrum des Rajon Waukawysk.

## Geografie

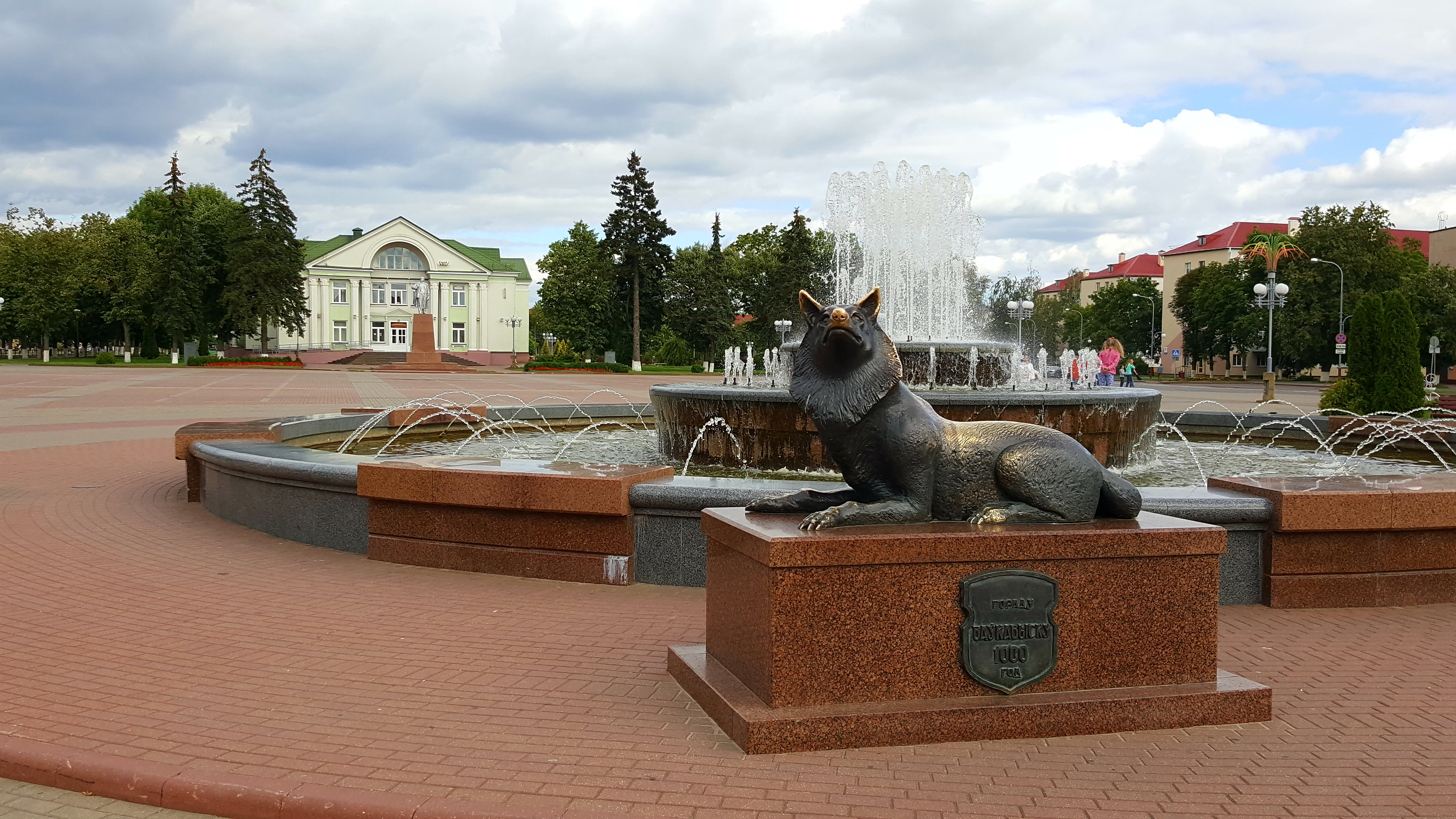
Im Stadtzentrum von Waukawysk

Die Stadt liegt im Westen des Landes zwischen den Städten Hrodna, Brest und Baranawitschy am Fluss Ros'. Knapp 40 km westlich verläuft die EU-Außengrenze zu Polen. Südlich befindet sich der Waukawysker Höhenrücken.

## Geschichte
Die ältesten Siedlungsspuren befinden sich am Rand des heutigen Stadtgebietes auf mehreren Hügeln. Die noch unbefestigten Siedlungen bestanden vom 10. bis ins 13. Jahrhundert.
Im Jahr 1005 wurde Waukawysk erstmals schriftlich erwähnt. Aufgrund dieses Vermerks in der sogenannten Turauer Chronik wurde 2005 das tausendjährige Bestehen der Stadt gefeiert.
Eine weitere Erwähnung findet sich in der Hypatiuschronik aus dem Jahr 1252. Zu dieser Zeit war Waukawysk Zentrum eines Fürstentums. Der einzige aus den schriftlichen Zeugnissen bekannte Fürst, Gleb, war ein Vasall des Herzogs von Halytsch-Wolodymyr und nahm zusammen mit anderen Fürsten an einem Feldzug gegen die Jatwinger teil.
Seit dem Beginn des 14. Jahrhunderts gehörte Waukawysk zum Großfürstentum Litauen. Im Jahr 1410 wurde es durch Ritter des Deutschen Ordens zerstört. Bis 1430 war die Stadt wieder aufgebaut und der Großfürst Vytautas weihte eine katholische Kirche ein. Im 15. Jahrhundert wurde Waukawysk Zentrum zunächst einer Starostwo und ab 1507 dann eines Powiats in der Woiwodschaft Nawahrudak.
1503 wurden der Siedlung die Magdeburger Stadtrechte verliehen.
Im 17. und 18. Jahrhundert wurde die Stadt noch mehrmals durch Kriegshandlungen zerstört.
Im Jahr 1795 fiel Waukawysk aufgrund der dritten polnischen Teilung an Russland.
Während Napoleons Russlandfeldzug 1812 hatte der russische General Bagration zeitweise seinen Gefechtsstand in einem Gutshaus in der Stadt. Auch in diesem Krieg hatte die Stadt unter schweren Zerstörungen zu leiden.
Im Jahr 1885 wurde Waukawysk durch die Eröffnung der Bahnlinie Baranawitschy-Bialystok an das Bahnnetz angeschlossen. Dies führte zu einem rapiden wirtschaftlichen Aufschwung und einem raschen Anwachsen der Bevölkerungszahlen. Während die Siedlung im Jahr 1860 noch 3.472 Einwohner hatte, lebten im Jahr 1913 bereits 18.900 Menschen in der Stadt.
Von 1921 bis 1939 gehörte Waukawysk zu Polen und war administratives Zentrum eines Powiats der Provinz Bialystok.
Aufgrund des deutsch-sowjetischen Nichtangriffspaktes von 1939 fiel die Stadt an die Sowjetunion. Sie wurde in die Weißrussische Sozialistische Sowjetrepublik eingegliedert und wurde am 15. Januar 1940 zum Verwaltungszentrum des gleichnamigen Rajons.
Im Deutsch-Sowjetischen Krieg war Waukawysk vom 28. Juni 1941 bis zum 14. Juli 1944 von deutschen Truppen besetzt. In dieser Zeit gehörten Stadt und Umland zum CdZ-Gebiet Bialystok, unterstanden also einer zivilen deutschen Besatzungsverwaltung, ohne formell in das Deutsche Reich eingegliedert zu werden.
In der Stadt bestand das Kriegsgefangenenlager 281, Wolkowysk, für deutsche Kriegsgefangene des Zweiten Weltkriegs. Schwer Erkrankte wurden im Kriegsgefangenenhospital 3470 versorgt.

## Wappen
Beschreibung: In Blau ein silberner zurückschauender Wolf (belarussisch воўк, litauisch vilkas).

## Verkehr
Waukawysk liegt an einer Nebenbahnstrecke von Baranawitschy nach Hrodna und an der Straße vom polnischen Białystok nach Baranawitschy.

## Städtepartnerschaften
Waukawysk unterhält mit folgenden Städten Partnerschaften:
- Wladimir,  Russland [5]

## Persönlichkeiten
- Dawid Janowski (1868–1927), polnischer Schachspieler
- Axel Crewell (1896–1945), deutscher Politiker (Nationalsozialistische Deutsche Arbeiterpartei), war zeitweilig als Landrat hier tätig.
- Benjamin Blumenfeld (1884–1947), russischer Schachmeister
- Janusz Brochwicz-Lewiński (1920–2017), polnischer Widerstandskämpfer im Zweiten Weltkrieg
- Teresa Torańska (1944–2013), polnische Journalistin und Autorin
- Barys Batura (* 1947), belarussischer Politiker
- Alexander Dedjuschko (1962–2007), russischer Schauspieler
- Uladsimir Huljaj (* 1975), belarussischer römisch-katholischer Geistlicher, Bischof von Hrodna